# Acroneuria distinguenda
Acroneuria distinguenda är en bäcksländeart som beskrevs av Peter Zwick 1977. Acroneuria distinguenda ingår i släktet Acroneuria och familjen jättebäcksländor. Inga underarter finns listade i Catalogue of Life.